# Belle Rive
Belle Rive é uma vila localizada no estado americano de Illinois, no Condado de Jefferson.

## Demografia
Segundo o censo americano de 2000, a sua população era de 371 habitantes. 
Em 2006, foi estimada uma população de 378, um aumento de 7 (1.9%).

## Geografia
De acordo com o United States Census Bureau tem uma área de 
2,7 km², dos quais 2,7 km² cobertos por terra e 0,0 km² cobertos por água.

## Localidades na vizinhança
O diagrama seguinte representa as localidades num raio de 20 km ao redor de Belle Rive. 